# 海浪号
海浪号（：／ Haerang */?）是韓國國鐵的一种寝车车种。

## 概况
在2007年朝韩首脑会晤之后，韩国铁道公社计划在2008年夏季奥林匹克运动会之际，投入使用一种寝车，以作为首尔-平壤-北京之间的国际列车，并将两国的啦啦队共同输送至北京。然而在2008年因金刚山游客被枪击身亡事件导致朝鲜半岛关系恶化，使得此列车最终未能投入用于国际列车方面，不过已在2008年10月开始在韩国国内投入商业运行。

## 历史
- 2008年9月18日 - 海浪号在首尔站发车，前往三陟站。
- 2008年9月19日 - 海浪号在三陟站发车，返回首尔站。

## 运行情况
列车分為三天兩夜行程與兩天一夜行程，三天兩夜行程行經韓國特主要線路，兩天一夜行程分為東部和西部兩種。主要自首尔站发车，所经线路有京釜线、中央线、岭东线、东海线、湖南线、全罗线、光州线和庆全线。

## 使用车型

### 客车
海浪号的客车车厢是由无穷花号剩余的22节客车改装而成，为2组共16节客车、2节电源车、4节备用车（牵引时通常为9节车厢）。这些车厢已在2008年7月改装成功。列车的外形参考了日本仙后座号列车，车厢外涂装为蓝色，并附有海浪标志。

### 机车
開通初期使用韩国铁道7300型柴油机车，目前所用的机车主要为韓國鐵道8200型電力機車，在非電氣化區間使用韩国铁道7400型柴油机车。

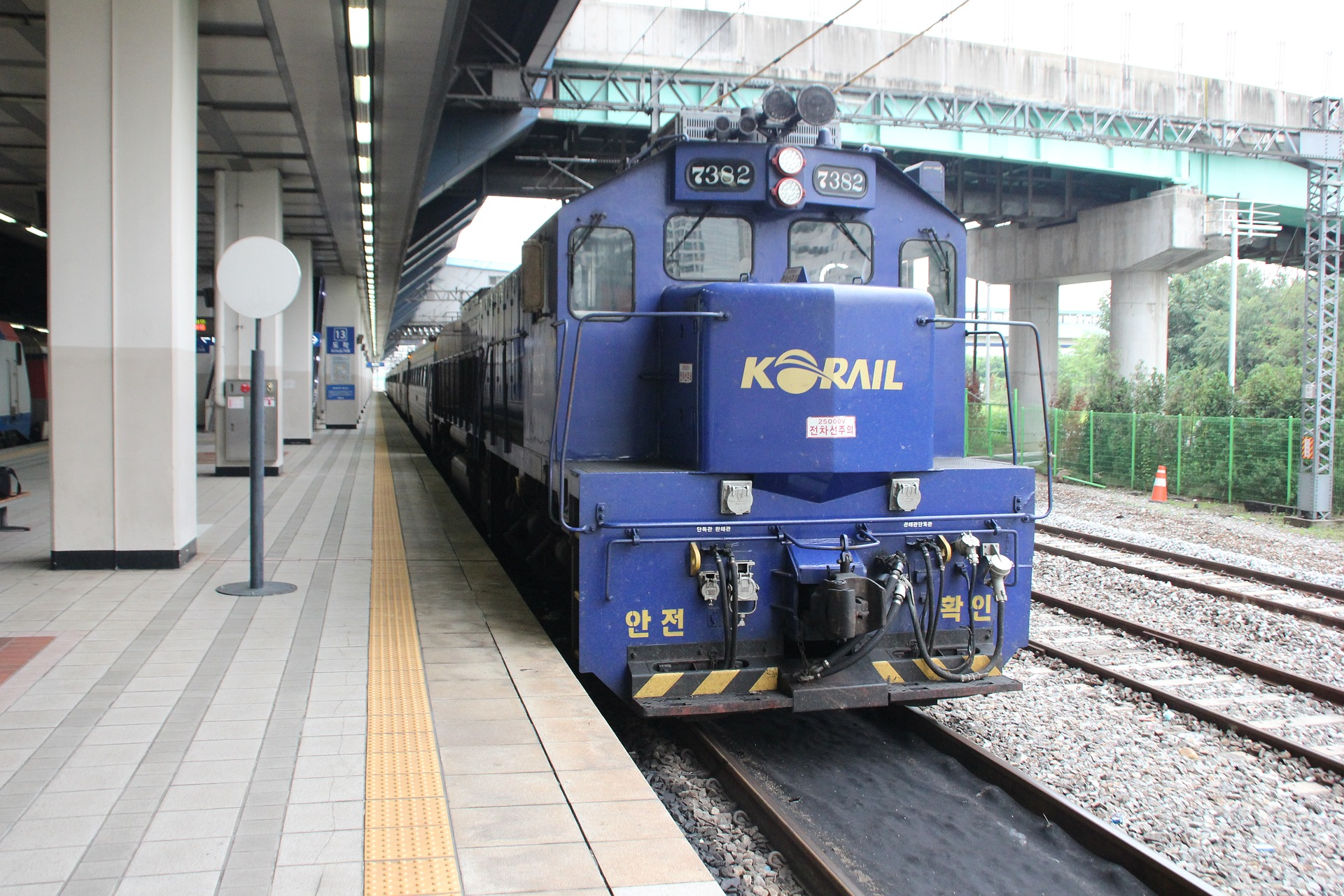
担任牵引的 7382号机车
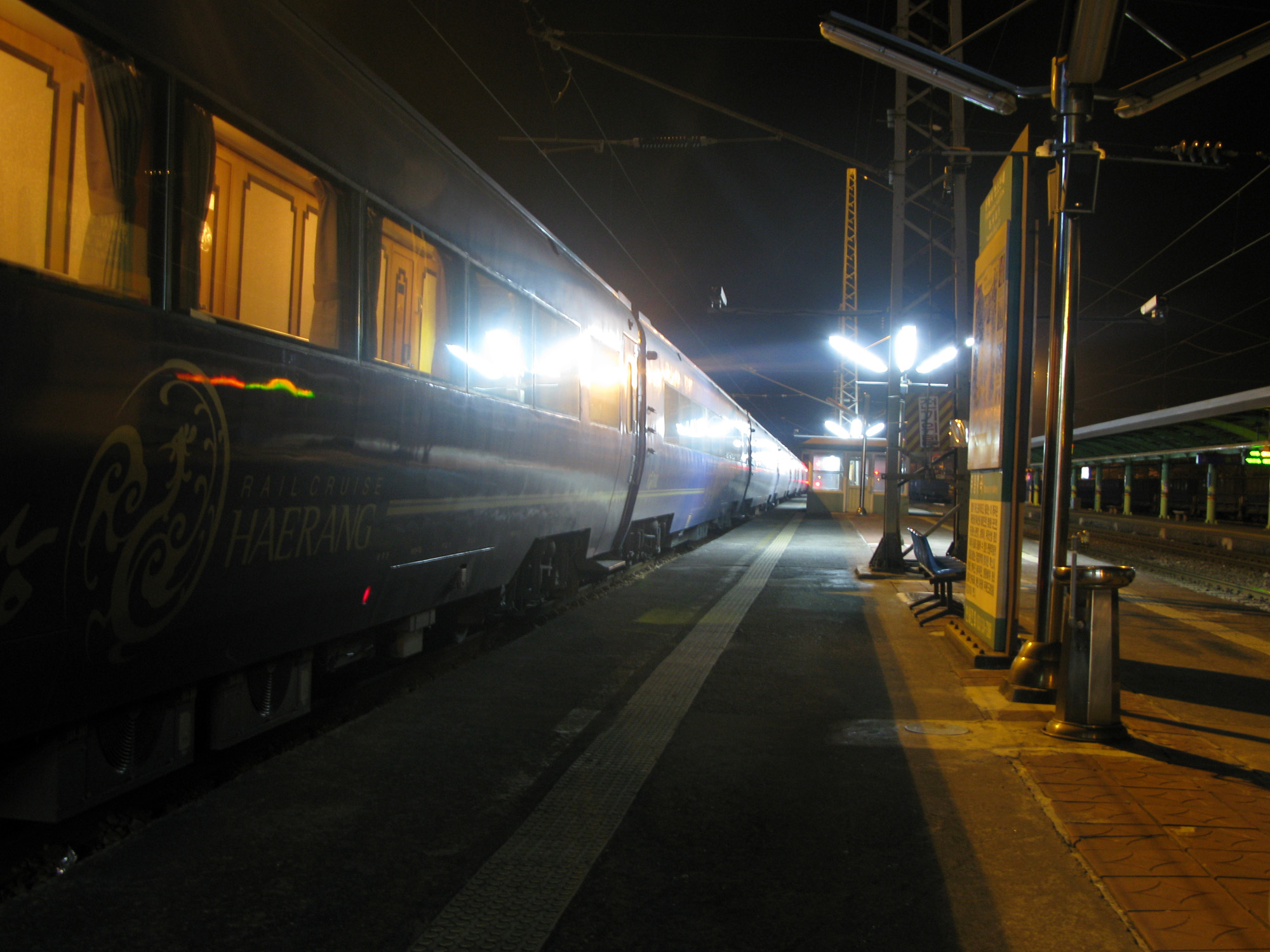